# Kormidelník

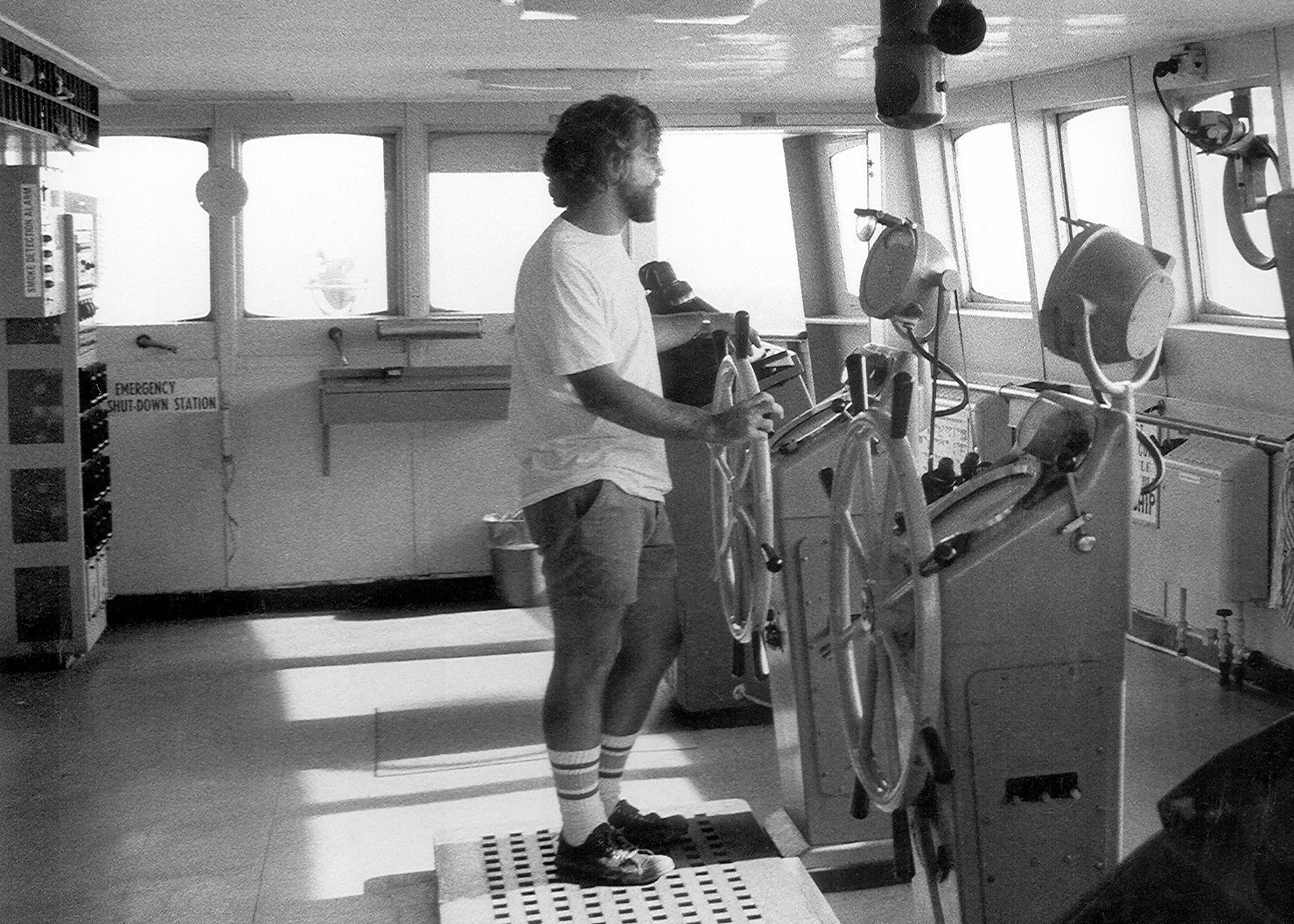
Stanoviště kormidelníka na můstku nákladní lodi. Kontrolní stanoviště je zde zdvojené, jako záloha pro případ selhání jednoho mechanismu.

Kormidelník je kvalifikovaný námořník či jiný člen lodní posádky, který ovládá kormidlo lodi či jiného plavidla. Zatímco na menších plavidlech, zejména soukromých a užívaných k rekreačním či sportovním účelům je funkce kormidelníka často kombinována s funkcí velitele plavidla v jedné osobě, u větších lodí plavbu řídí důstojník strážní služby, jehož pokyny kormidelník plní.